# Manu Karsten
Manu Karsten (?, 1975), mais conhecida no meio televisivo como Manu, é uma veterinária, que une ao conhecimento especializado os atributos de apresentadora, aventureira e jornalista em programas de exibição da vida selvagem na televisão.
A veterinária Manu Karsten apresenta o quadro "Selvagem ao Extremo", uma das maiores audiências do "Domingo Espetacular", da Rede Record de Televisão. Experiente em apresentação de programas animais (ela já atuava em reportagens sobre animais do "SBT Repórter"), veio substituir o também apresentador do mesmo estilo Richard Rasmussen, titular do programa desde 2005, já que fora contratado pelo Sistema Brasileiro de Televisão (SBT). Em contraste, Manu Karsten veio justamente da emissora de Sílvio Santos.
Formada em Medicina Veterinária pela Universidade Paulista (Unip), em São Paulo, Karsten trabalhou efetivamente como veterinária durante anos, cuidando de cavalos, não tendo — segundo consta — na ocasião sequer cogitado de seguir carreira na televisão. Entretanto, confessa: "Mas, como a remuneração dessa área [veterinária] não é boa, aceitei o convite de um amigo para fazer um programa na internet. De lá, fui para a TV Câmara, até ser contratada pelo SBT"  Em 2012 ela começou a apresentar o quadro do Programa da Tarde Manu Selvagem na Rede Record.